# 青木月斗
青木 月斗（あおき げっと、1879年（明治12年）11月20日 - 1949年（昭和24年）3月17日）は、日本の俳人。正岡子規門下。本名は青木 新護。

## 略歴
大阪市東区（現・大阪市中央区）船場にある神薬快通丸・天眼水本舖の「青木薬房」に生まれる。文学的素地としては、文芸好きな母方の血筋を受け、小学校時代の教師に文学家の斎藤黙蛙、友人に画家の西山翠嶂、赤松麟作、俳人の山中北渚、松村鬼史らがいた。1889年に父が死没し、1894年に道修町へ転居して大阪薬学校（後の大阪薬学専門学校）に入学するも中退。中退後は家業を継いだ。
1897年、國民新聞へ投句を初める。初号は月兎（げっと）。1898年に友人と三日月会を発足。1899年、東京の新聞『日本』に入選して、正岡子規に認められる。同年秋に主幹・発行した俳誌『車百合』は関西俳誌の嚆矢となった。創刊に際し、子規から「俳諧の西の奉行や月の秋」の祝句を贈られた。同年12月に上京、根岸庵の子規を訪い、一泊の上、翌日の蕪村忌に列席している。以降『倦鳥』の松瀬青々と並び、大阪俳壇の草分けとして活躍する。
1900年、妹茂枝が俳人河東碧梧桐と結婚、仲人は松瀬青々。後に三女御矢子が河東家養女に、御矢子の早逝後は三男駿が養子に入籍。1902年『車百合』廃刊後は、『くぢら』や『俳星』など各地の雑誌に寄稿し、巨口会など関西や商用中の九州の句会に出席した。新傾向俳句の無季非定型化には組せず、1915年『ホトトギス』課題選者を務めた。文学・美術各方面の交遊が深く、日野醉來の『不二新聞』（宮武外骨社主）文藝欄を担当したほか、『大阪新報』や各地の新聞の俳句選者も担当しつつ、関西や九州の句会の指導にも当たった。1907年に月斗と改号。1916年より美術と俳句の雑誌『カラタチ』を主幹した。1920年には俳誌『同人』を創刊。以後、終生主宰として、与謝蕪村、正岡子規を現代に継ぐ正統俳句の普及指導に務めた。
1945年に戦火を避けて奈良県大宇陀町に疎開、1949年3月17日、肝硬変のため同地にて死去。享年71。辞世の句「臨終の庭に鶯鳴きにけり」。墓は、京都・一乗寺の金福寺、本人が敬仰した与謝蕪村の墓に辺りして、同人社により建立された。『同人』主宰は菅裸馬が継承。没後も広く追慕され、月斗が没した3月17日は、辞世の句から「鶯忌」とも呼ばれている。

## 作風など

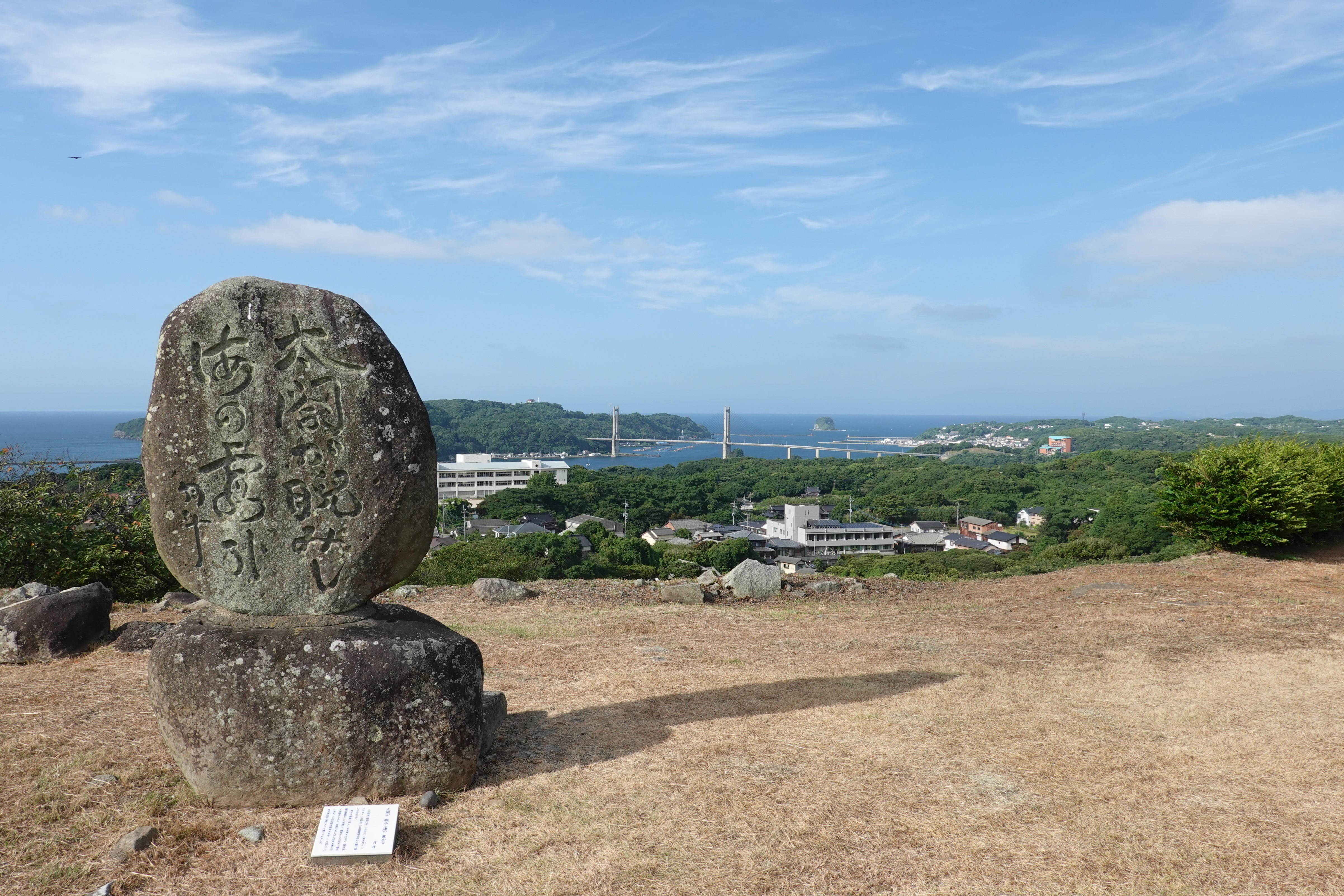
名護屋城跡（佐賀県唐津市）にある青木の句碑

名利を追わず、道に厳しく人に優しく、豪宕の反面に細心と洒脱味を以て慕われ、その純粋さゆえに、ある時期より、いわゆる俳壇からはやや距離を置いたが、西日本俳句界の雄たる存在として、全国的にも多くの俳人を輩出した。雄渾流麗な独特の書風でも広く親しまれた。
代表句に以下のような句がある。
- 初夢やうらうらとして金砂子
- 春愁や草を歩けば草青く
- 金魚玉に聚まる山の翠微かな
- 柘榴自ら侘しきものと思へるや
- 女狐の耳まで裂くる欠びかな

正岡子規を敬し、与謝蕪村を学んだ。以下のように述べている。
- 「句は味である。句は調べである」
- 「句は情緖を根本としなければならぬ」
- 「句品が高からねばよくない。句と人とは、別のものにあらず。句によって人を作り、人格を修めて、初めてよき句を産むなり」
- 「健全であること。明朗であること。淡白で、率直で、さらさらした句がよい。そしてその中に情味があるものが名句である」

句集『月斗翁句抄』（同人社）、『子規名句評釋』（非凡閣）の著書がある。同人社類題句集として、『同人俳句集』、『同人第二句集』、『同人第三句集』、『時雨』。その他、改造社『現代日本文學全集・俳句集』所載、同『俳句講座』『續俳句講座』に執筆、同『俳諧歳時記 夏の部』編纂、同『俳句三代集』選者。『俳畫講座』に執筆。